# Thomas Robson (cầu thủ bóng đá, sinh 1995)
Thomas Robson (sinh ngày 11 tháng 9 năm 1995) là một cầu thủ bóng đá người Anh thi đấu ở vị trí hậu vệ cho Falkirk.

## Sự nghiệp
Robson khởi đầu sự nghiệp cùng với đội bóng địa phương Sunderland và trải qua đội trẻ tại Sân vận động Ánh sáng và ra mắt tại Premier League vào ngày 15 tháng 5 năm 2016 trong trận hòa 2–2 sân khách trước Watford. Robson có khoảng thời gian ngắn theo dạng cho mượn tại đội bóng ở League of Ireland Premier Division Limerick.
Vào tháng 12 năm 2017, Robson đồng ý gia nhập đội bóng tại Scottish Championship Falkirk từ 1 tháng 1 năm 2018 với bản hợp đồng 6 tháng.

## Thống kê sự nghiệp
Tính đến trận đấu diễn ra ngày 2 tháng 1 năm 2018
| Câu lạc bộ          | Mùa giải            | Giải vô địch             | Giải vô địch | Giải vô địch | Cúp Quốc gia | Cúp Quốc gia | Cúp Liên đoàn | Cúp Liên đoàn | Khác    | Khác      | Tổng cộng | Tổng cộng |
| Câu lạc bộ          | Mùa giải            | Hạng đấu                 | Số trận      | Bàn thắng    | Số trận      | Bàn thắng    | Số trận       | Bàn thắng     | Số trận | Bàn thắng | Số trận   | Bàn thắng |
| ------------------- | ------------------- | ------------------------ | ------------ | ------------ | ------------ | ------------ | ------------- | ------------- | ------- | --------- | --------- | --------- |
| Sunderland          | 2015–16             | Premier League           | 1            | 0            | 0            | 0            | 0             | 0             | —       | —         | 1         | 0         |
| Sunderland U23s     | 2016–17             | Premier League 2 - Div 1 | —            | —            | —            | —            | —             | —             | 4       | 0         | 4         | 0         |
| Limerick (mượn)     | 2017                | League of Ireland        | 17           | 0            | 0            | 0            | 0             | 0             | —       | —         | 17        | 0         |
| Falkirk             | 2017–18             | Scottish Championship    | 1            | 0            | 0            | 0            | 0             | 0             | 0       | 0         | 1         | 0         |
| Tổng cộng sự nghiệp | Tổng cộng sự nghiệp | Tổng cộng sự nghiệp      | 19           | 0            | 0            | 0            | 0             | 0             | 4       | 0         | 23        | 0         |

1. ↑  Số lần ra sân tại EFL Trophy